# Alice Ferrières
Alice Ferrières, née le 27 octobre 1909 à Paris et morte le 8 septembre 1988 à Montpellier, est la première Française à recevoir, en 1964, la médaille des Justes parmi les nations. 
Résistante aux côtés de son beau frère Jean Cavaillès pendant l'Occupation, elle a aidé des réfugiés et des enfants « Juifs ». Licenciée en mathématiques, elle s'est consacrée à la promotion des valeurs d’universalisme et d’humanisme.

## Biographie

### Jeunesse
Alice Ferrières a grandi à Ganges, une petite ville située dans le département Hérault dans le Sud de la France.
Elle a été élevée dans une famille protestante, avec un père ingénieur et une mère pianiste. Elle avait aussi un grand frère Marcel, qui était polytechnicien, puis directeur des ventes dans la Seita.
Après le lycée, elle s’inscrit en Licence de mathématiques à l’Université de Montpellier. Son père se retrouve ruiné à la suite de la crise économique de 1929, elle doit donc abréger ses études. Elle arrive cependant à décrocher son diplôme en 1933, tout en travaillant de nuit dans une industrie de bas de luxe.
Grâce à son diplôme, elle commence à travailler en tant que suppléante de professeur dans plusieurs villes comme Montpellier ou Nîmes jusqu’en 1938. Elle obtient ensuite un poste en tant que professeure dans un collège pour jeunes filles à Murat dans le Cantal.

### Faits de Résistance
En 1941, Alice Ferrières entre en Résistance en écrivant au rabbin de Clermont-Ferrand Henri Soil pour aider la population juive. Elle montre par là son indignation face à l’application du Second Statut des Juifs, se sentant concernée, en tant que protestante, ce qui fait directement référence à la révocation de l'édit de Nantes et aux persécutions subies par les Protestants.
Cependant sa lettre reste sans réponse, mais elle est transmise au Comité d’aide aux réfugiés (CAR) à Nîmes. Grâce à ce comité, elle commence à envoyer des courriers et des colis aux réfugiés qui n’ont plus le droit à aucune ressource en raison du Statut des juifs.
Le 6 janvier 1943, elle commence à mettre en place des actions pour loger et protéger des personnes juives. Cet élan de courage a permis de protéger une quinzaine d’enfants et cinquante-trois familles pendant toute la guerre. Elle use de son temps et de son énergie ainsi que ses relations pour cacher les réfugiés dans les écoles et les fermes environnantes. Elle continuera son combat en fabriquant des faux papiers aux réfugiés qu’elle a sauvé.
Elle a notamment été aidée par ses collègues Marthe Cambou et Marie Sagnier, ainsi que par des jeunes assistants des Œuvres Juives de Secours et de Résistance.
Durant la guerre, elle a tenu un journal où elle relatait quotidiennement ses actions de Résistance et a conservé ses correspondances de cette époque (rassemblées dans le livre Chère Mademoiselle, Alice Ferrières et les enfants de Murat 1941-1944).
Elle est la belle-sœur de Jean Cavaillès, philosophe, logicien et Résistant français. Elle a beaucoup de relations dans le milieu protestant et bourgeois.

## Nominations
En 1964, Alice Ferrières est la première femme en France à être reconnue comme « Juste parmi les Nations ». Lors d'une cérémonie, elle a l’honneur de planter un arbre dans l’Allée des Justes au Mémorial Yad Vashem , à Jérusalem, en reconnaissance de son action en faveur des Juifs pendant la guerre.

## Publication
- Chère mademoiselle... : Alice Ferrières et les enfants de Murat, 1941-1944, Calmann-Lévy, 2010